# Trouwkerkje

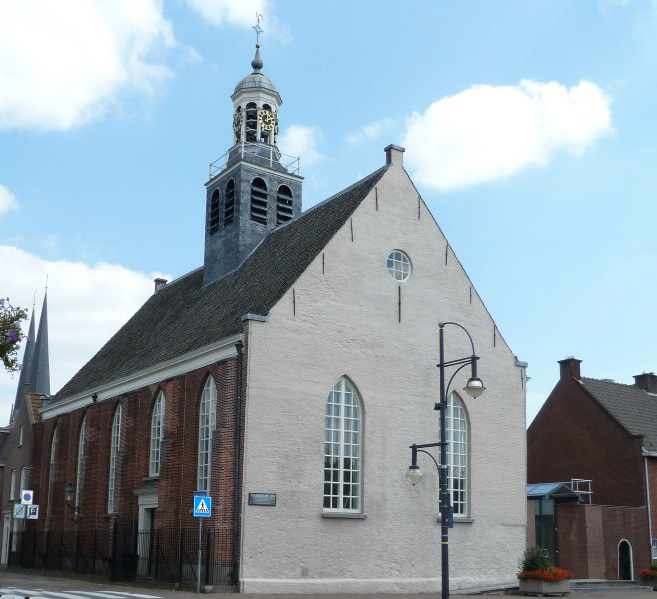
Trouwkerkje Leur

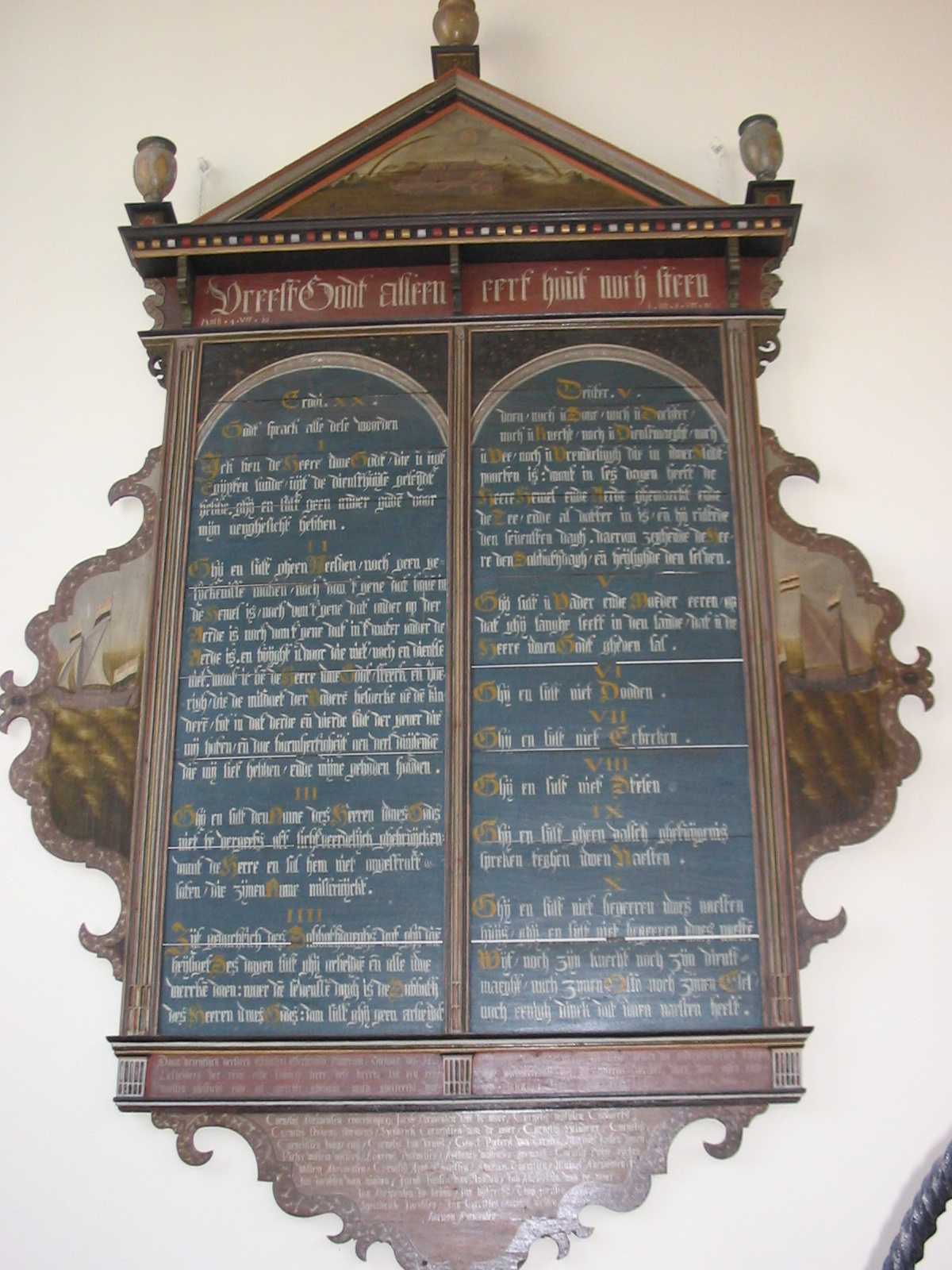
Zehngebotetafel Trouwkerkje Leur

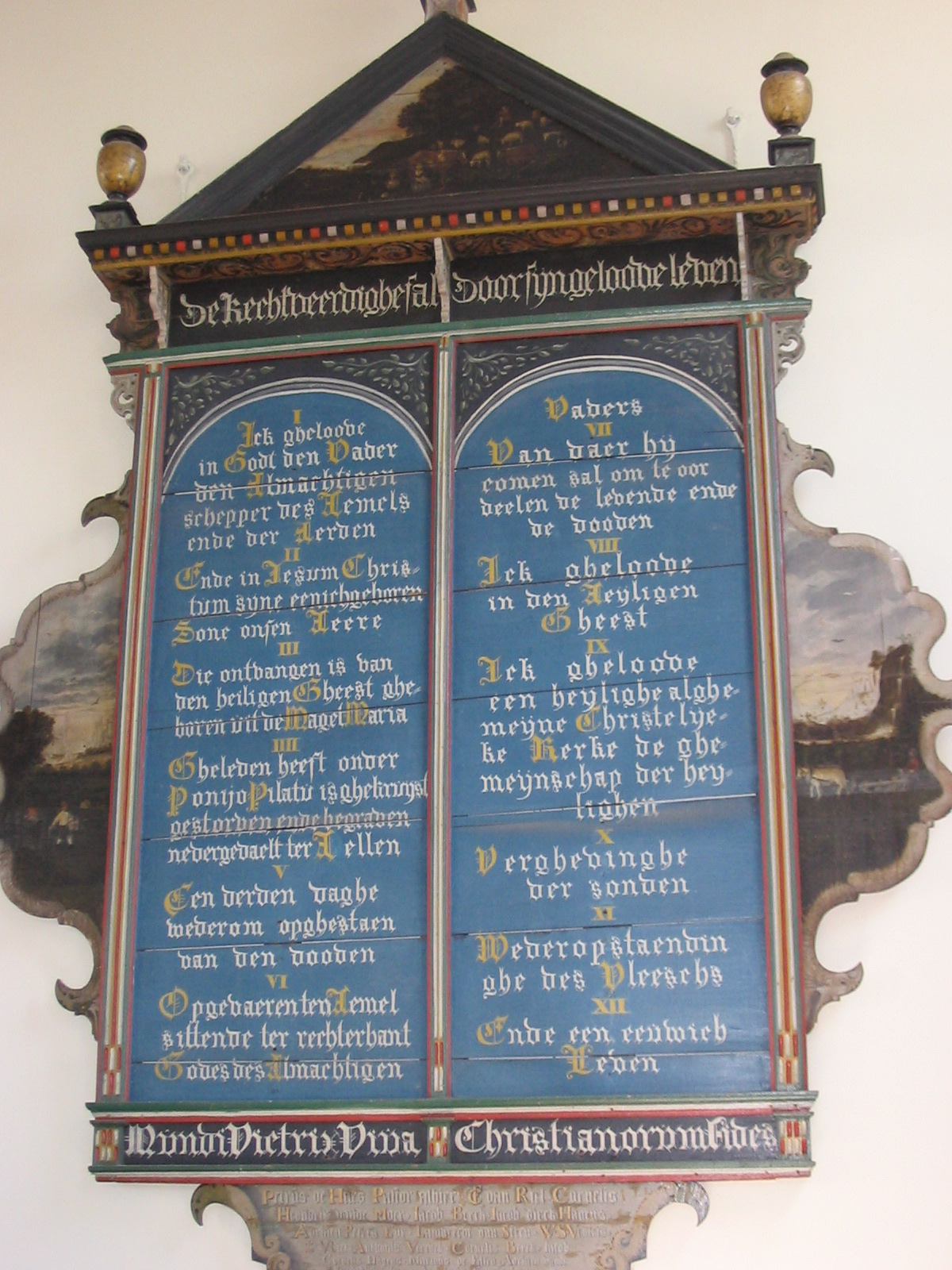
Glaubensbekenntnistafel

Die Trouwkerkje (deutsch: Hochzeitskirchlein) ist die ehemalige niederländisch-reformierte Kirche von Leur im Westen der Provinz Noord-Brabant. Das Gebäude befindet sich am Van Bergenplein 1 und stammt aus dem Jahr 1614 und ist als Rijksmonument eingestuft.

## Geschichte
Bereits 1284 wurde in Leur eine der Maria und dem Heiligen Kreuz gewidmete Kapelle gegründet. Während des Achtzigjährigen Kriegs wurde die Kapelle 1584 von den Spaniern zerstört. 1614 wurde sie als reformierte Saalkirche wieder aufgebaut, höchstwahrscheinlich mit Spenden Adriaen van Bergens, des bekannten Turfschippers aus Leur, der es mit seiner List mit dem späteren sogenannten Turfschip van Breda ermöglichte, dass Prinz Maurits van Oranje 1590 Breda entlasten konnte. Um 1650 wurden in der Kirche eine Eichenkanzel, ein Taufschirm und ein Messingpult eingebaut. 1697 wurde diese Saalkirche um ein Südschiff erweitert. 1714 wurden Reparaturen durchgeführt und die Kirche mit einem Dachreiter ausgestattet. 1717 wurde die Kirche um eine Jacobus-Zeemans-Orgel bereichert.
Anfang des 19. Jahrhunderts wurden die beiden Kirchenschiffe unter einem Satteldach zu einer weiten Saalkirche verbunden. Von April bis Dezember 1881 verbrachte Vincent van Gogh einige Zeit im Pfarrhaus von Leur. Er begann zusammen mit Rev. Kam, mit dessen Kindern er befreundet war, in der Gegend zu skizzieren.
Die Kirche wurde 1927 restauriert und 1935 mit einer Turmuhr ausgestattet. Im Jahr 2000 wurde das Carillon von 18 auf 32 Glocken erweitert. Die ursprüngliche Turmuhr wurde restauriert und im Erdgeschoss der Kirche aufgestellt.
Seit 1970 erfüllt die Kirche keine Gottesdienstfunktion mehr, das Kirchengebäude von De Baai wird für diesen Zweck mit genutzt. Die Kirche dient seit 1971  Hochzeiten, Orgelkonzerten und Ausstellungen.

## Innenraum
Heute wird der Raum von einem Tonnengewölbe überspannt, das auf toskanischen Wandsäulen ruht. Das Innere der Kirche enthält neben den bereits erwähnten Dingen drei reich verzierte Texttafeln, nämlich eine Zehn-Gebote-Tafel von 1616, eine Tafel mit dem Apostolischen Glaubensbekenntnis (1643) und eine Tafel mit dem Text des Vaterunsers, ab 1648.
Zu den historischen Grabsteinen gehört der für Bürgermeister Willem Servaas Swrijters und seine Frau Maria Cornelia Corncooper aus dem Jahr 1663 sowie der für die Eltern und die Frau des Gerichtsvollziehers Cornelis Corncoper aus dem Jahr 1717. Die Kirchenbänke sind mit neugotischen Buchstabentafeln ausgestattet.